# Белое (озеро, Псуевский сельсовет, у деревни Хролы)
Бе́лое (бел. Бе́лае) — озеро в Глубокском районе Витебской области Беларуси, на границе с Ушачским районом. Относится к бассейну реки Шоша. Входит в состав гидрологического заказника республиканского значения «Белое».
Озеро отличается значительной глубиной при небольшой площади поверхности, а также низкой подверженностью антропогенному влиянию.

## География
Озеро Белое находится в 36 км к востоку от города Глубокое, в 2 км к юго-востоку от озера Шо. Ближайшим населённым пунктом является деревня Хролы.
Территория, где находится озёрная котловина, относится к северо-востоку Свенцянской возвышенности. Неподалёку проходит водораздел Балтийского и Чёрного морей. Водосбор преимущественно покрыт лесом, в котором преобладает сосна, а по берегам озера встречается чёрная ольха. Высота над уровнем моря составляет 175,5 м.
Площадь зеркала составляет 0,59 км². Длина — 2,13 км, наибольшая ширина — 0,57 км. Длина береговой линии — 4,8 км. Наибольшая глубина — 24,7 м, средняя — 9,7 м. Объём воды в озере — 5,75 млн м³. Площадь водосбора — 4,2 км².

## Морфология
Котловина лощинного типа, асимметричной формы, состоящая из трёх плёсов и вытянутая с северо-запада на юго-восток. Склоны котловины преимущественно песчаные и супесчаные. Западный и южный склоны высотой 10—12 м, крутые, покрытые лесом; северный и восточный — высотой всего 3—6 м, пологие, распаханные. Береговая линия слабоизвилистая. Берега в основном обрывистые, покрытые лесом и окружённые узкой поймой. На северо-западе и юге берега низкие, торфянистые, а ширина поймы увеличивается до 150 м.
Глубины до 2 м занимает до 15 % площади озера. Мелководье вдоль западного берега узкое (от 5 до 25 м) и резко обрывающееся, а вдоль восточного берега — шириной до 70 м и плавно переходящее в сублитораль. Дно сложной формы. Максимальная глубина отмечена в центральном плёсе, а в северо-западном и южном плёсах составляет 14,4 и 14,6 м соответственно. Плёсы разделены поднятиями дна, в области которых глубина не превышает 9 м. В центральном плёсе присутствуют две крупные отмели, где глубина уменьшается до 1,9 и 1,6 м.
Мелководье песчаное; вдоль западного берега дно местами выложено валунами. В мелководных заливах на юге и северо-западе формируются тонкодетритовые высокоорганические сапропели. Сублитораль до глубины 3—4 м выстелена опесчаненными отложениями, глубже — карбонатными с содержанием мела до 90 %. На глубине дно покрывает слой сапропелей с высоким содержанием кальция, лежащий на песчаной подстилке. Общая мощность отложений в южном плёсе достигает 7 м.

## Гидрология
Благодаря высоким западным склонам котловины водная толща плохо перемешивается ветром. В результате в тёплое время года устанавливается ярко выраженная стратификация температуры. Температура воды в придонных областях не поднимается выше 5 °C даже летом. Содержание кислорода у поверхности высокое, а возле дна падает до 45 %. Вода отличается чистотой, прозрачностью свыше 4 м и низкой цветностью (до 20°). За счёт поступления в озеро жёстких грунтовых вод минерализация несколько повышена и достигает 240 мг/л. Содержание органического вещества незначительно. Водоём считается мезотрофным с признаками олиготрофии.
Водоём считается слабопроточным. Помимо грунтовых вод, важную роль в организации приходной части водного баланса играют два ручья, впадающие с востока и юга. Расходную часть определяют как вытекающий из озера ручей, так и испарение воды с зеркала. Ручей изливается из северо-западной оконечности озера, протекает через маленькое безымянное озеро и впадает в озеро Ивесь.

## Флора и фауна
Водная растительность занимает до 20 % площади озера. Надводная растительность, среди которой преобладает тростник, образует полосу преимущественно до 40 м шириной, распространяющуюся до глубины 2 м. Местами формируются полосы кубышки жёлтой, кувшинки белой и других растений с плавающими листьями. До глубины 11 м встречаются мох фонтиналис, что нетипично для озёр Беларуси.
Озеро сравнительно бедно планктоном. Биомасса фитопланктона составляет 1,7 г/м³, зоопланктона — 0,4 г/м³. Фитопланктон представлен 50 видами водорослей, среди которых преобладают зелёные и диатомовые. Зообентос представляют главным образом личинки комаров-звонцов и ручейников.
В воде обитают лещ, окунь, щука, судак, краснопёрка, плотва, густера, уклейка, линь, а также сиг и снеток. Однако рыбопродуктивность водоёма невысока. На берегах обитают бобры.

## Охрана природы
Озеро Белое входит в состав одноимённого гидрологического заказника республиканского значения, организованного в 1979 году. Рыбалка разрешена гражданам только в строго установленные сроки. Использование плавсредств с мотором и промысловый лов рыбы запрещены полностью. Организация туристических стоянок на берегу озера также запрещена.
В целях защиты озера от стоков с близлежащих сельскохозяйственных угодий северный и восточный склоны частично распаханы, а вдоль берега воздвигнут рукотворный вал из валунов и выкорчеванного кустарника.